# WING (高橋洋子の曲)
「WING」（ウィング）は、高橋洋子の17枚目のシングル。2005年5月18日にジェネオンエンタテインメントから発売された。

## 概要
- ジェネオンエンタテインメント移籍後2枚目となるシングル。
- 表題曲の「WING」は、テレビアニメ『ああっ女神さまっ』の後期エンディングテーマに使用された[1]。

## 収録曲
（全作詞：高橋洋子、作曲・編曲：大森俊之）
1. WING [3:14]
  - TBS系テレビアニメ『ああっ女神さまっ』エンディングテーマ
2. 白い翼で [5:13]
3. WING (Instrumental) [3:13]
4. 白い翼で (Instrumental) [5:11]

## 参加ミュージシャン
- エレクトリックギター：梶原順
- コーラス：Tony Orly、高橋洋子

## 収録アルバム
| 曲名 | バージョン  | 収録アルバム                                              | 発売日        | 規格品番   | トラック番号 |
| ---- | ----------- | --------------------------------------------------------- | ------------- | ---------- | ------------ |
| WING | （原曲）    | 『それは時にあなたを励まし、時に支えとなるもの』          | 2005年12月7日 | GNCA-1058  | #5           |
| WING | （原曲）    | 『決定盤 ああっ女神さまっ アニメ主題歌&キャラソン大全集』 | 2016年2月17日 | PCCK-20122 | Disc1-#9     |
| WING | On Air Ver. | 『ああっ女神さまっ Original Sound Track-2』               | 2005年6月24日 | GNCA-1041  | #28          |